# Daytona International Speedway
El Daytona International Speedway és un circuit de curses situat a Daytona Beach, Florida. La pista té un disseny tri-oval de 4 km de llarg i hi ha també un circuit de carretera de 5,7 km. Amb una capacitat de 168.000 espectadors, és l'escenari de diversos tipus de curses d'automobilisme i de motociclisme (tant de velocitat com de dirt track). A més, l’equipament disposa d'una àmplia àrea de 73 ha on hi ha el Lake Lloyd, una massa d'aigua de 12 ha on s'hi fan curses de motonàutica. El recinte es fa servir també per a l'exposició anual i fira d'intercanvi d'automòbils del dia d'Acció de Gràcies (la Thanksgiving street rod), una de les més grans d'aquesta mena. Durant anys, el recinte acollia també un museu anomenat Daytona 500 Experience, el qual es va transferir al Motorsports Hall of Fame of America el 2017.
Des de la seva obertura el 1959, el circuit ha estat la seu de la Daytona 500 (coneguda com a The Great American Race 'La Gran Cursa Americana'), la cursa més prestigiosa de la NASCAR i la prova inaugural de la temporada. Al Daytona Speedway s'hi celebra també la cursa més emblemàtica del campionat IMSA (International Motor Sports Association), les 24 Hores de Daytona, i una de les curses de motociclisme més famoses del món a la seva època, la Daytona 200.

## Història
El 1947, Bill France Sr. i un petit grup d'entusiastes van fundar a Daytona Beach la NASCAR (National Association for Stock Car Auto Racing). Originalment, l'esdeveniment principal del campionat se celebrava al Daytona Beach and Road Course, un circuit de curses de platja. El 1953, France va començar a planificar una nova pista per a acollir la cursa i poc després, el 16 d'agost de 1954, va signar un acord amb les autoritats municipals per a crear allò que es va conèixer universalment com al "Daytona International Speedway". La construcció en va començar el 25 de novembre de 1957. Els revolts inclinats es van construir amb terra excavada d'una zona al mig de la pista, la qual es va omplir després d'aigua i es va convertir en el llac Lloyd.
El 1958, com que calien diners per a completar les obres, France es va posar en contacte amb Coca-Cola per a obtenir fons. Coca-Cola va respondre que la pista no es podria construir a temps per a les curses i va refusar de donar diners. Després, France es va posar en contacte amb Pepsi-Cola tot viatjant a la seva seu, a Carolina del Nord, on va obtenir el finançament. Per aquest motiu, als circuits NASCAR propietat de la família France només es van vendre refrescs Pepsi i no pas Coca-Cola fins al 2008, quan Pepsi va decidir de patrocinar principalment Hendrick Motorsports i, com a contrapartida, Coca-Cola va decidir de patrocinar la majoria dels circuits independents. Des del 2008, Coca-Cola ha esdevingut el patrocinador principal de la majoria de circuits de la International Speedway Corporation (ISC), fundada per Bill France Sr.

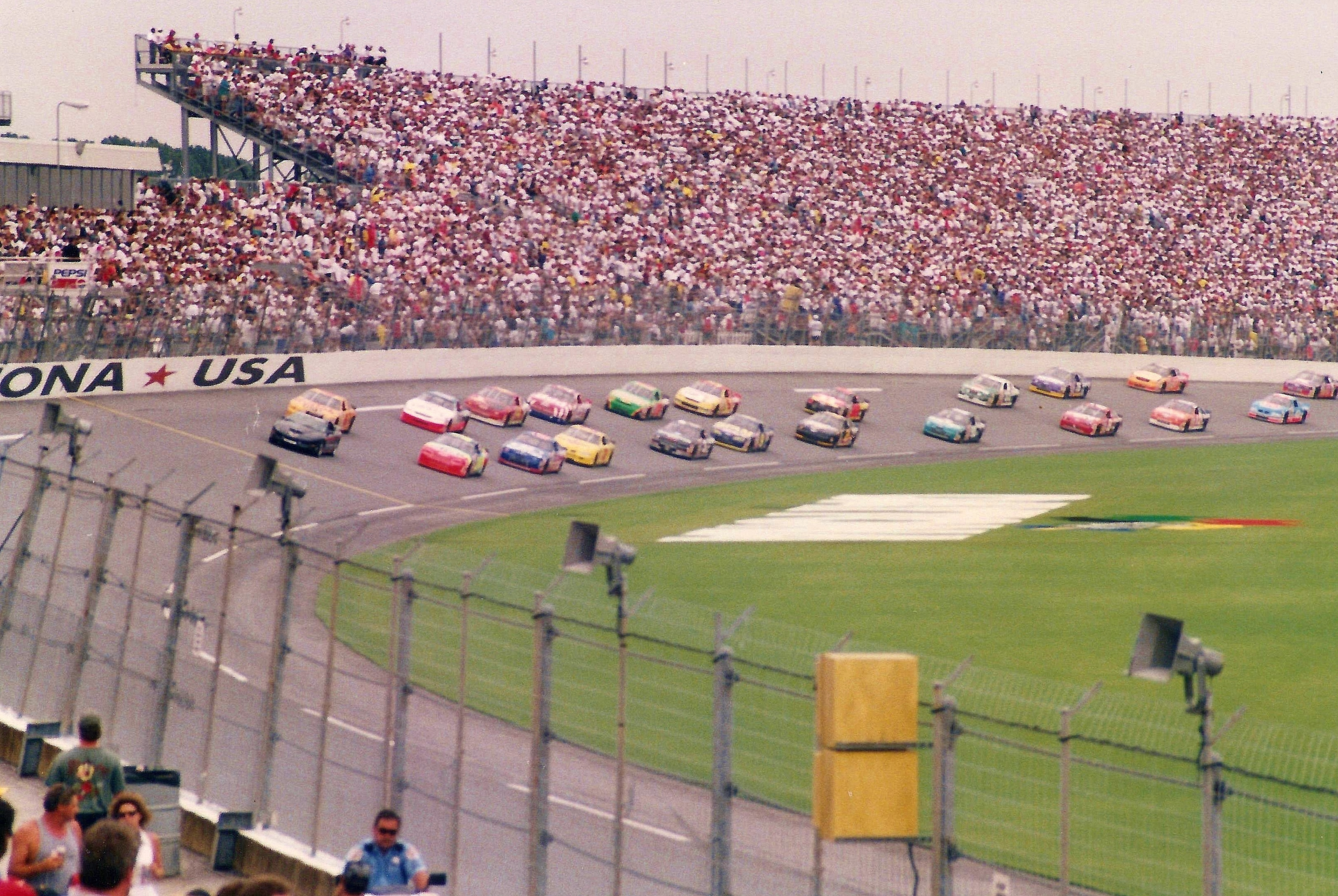
La Pepsi 400 de 1996

El 6 de febrer de 1959 es va fer la primera cursa de presa de contacte amb la nova pista de Daytona. El 22 de febrer, 42.000 espectadors van assistir a la primera edició de la Daytona 500. El resultat va ser tan sorprenent com la pista en si: Lee Petty va vèncer a Johnny Beauchamp en una final decidida per foto finish que va trigar tres dies a adjudicar-se. En inaugurar-se, el circuit va esdevenir el més ràpid disponible per a curses de stock cars, fins que 10 anys després es va inaugurar el Talladega Superspeedway. El 4 d'abril del mateix any, 1958, es va celebrar a Daytona una cursa de Champ Car de 100 milles en què Jim Rathmann va guanyar per davant de Dick Rathmann i Rodger Ward a una velocitat mitjana de 274,01 km/h, en aquells moments la cursa de motor més ràpida de la història. En aquell esdeveniment s'hi produí el primer accident mortal del circuit: George Amick, mirant d'avançar per a situar-se tercer al final de la cursa, va topar amb un mur i es va morir. El 5 d'abril, Roberto Mieres i Fritz d'Orey van guanyar una cursa de cotxes esportius (Sports Car) de 1.000 km que finalment es va a escurçar a 900 a causa de la foscor.
El 1998 es van instal·lar llums nocturnes al circuit per tal que la Pepsi 400, un esdeveniment gestionat per Musco Lighting, es pogués córrer a la nit. Durant un temps, el circuit de Daytona va ser conegut com a la instal·lació esportiva a l'aire lliure il·luminada més gran del món (The World's Largest Single Lighted Outdoor Sports Facility), fins que el Circuit Internacional de Lusail el va superar el 2007. La cursa de 1998 es va ajornar a l'octubre a causa del fum d'alguns incendis que es van produir a l'estiu, però des de llavors la Pepsi 400 (actualment anomenada Coke Zero Sugar 400) s'ha celebrat sempre de nit, sota llums artificials.

### Actualitzacions

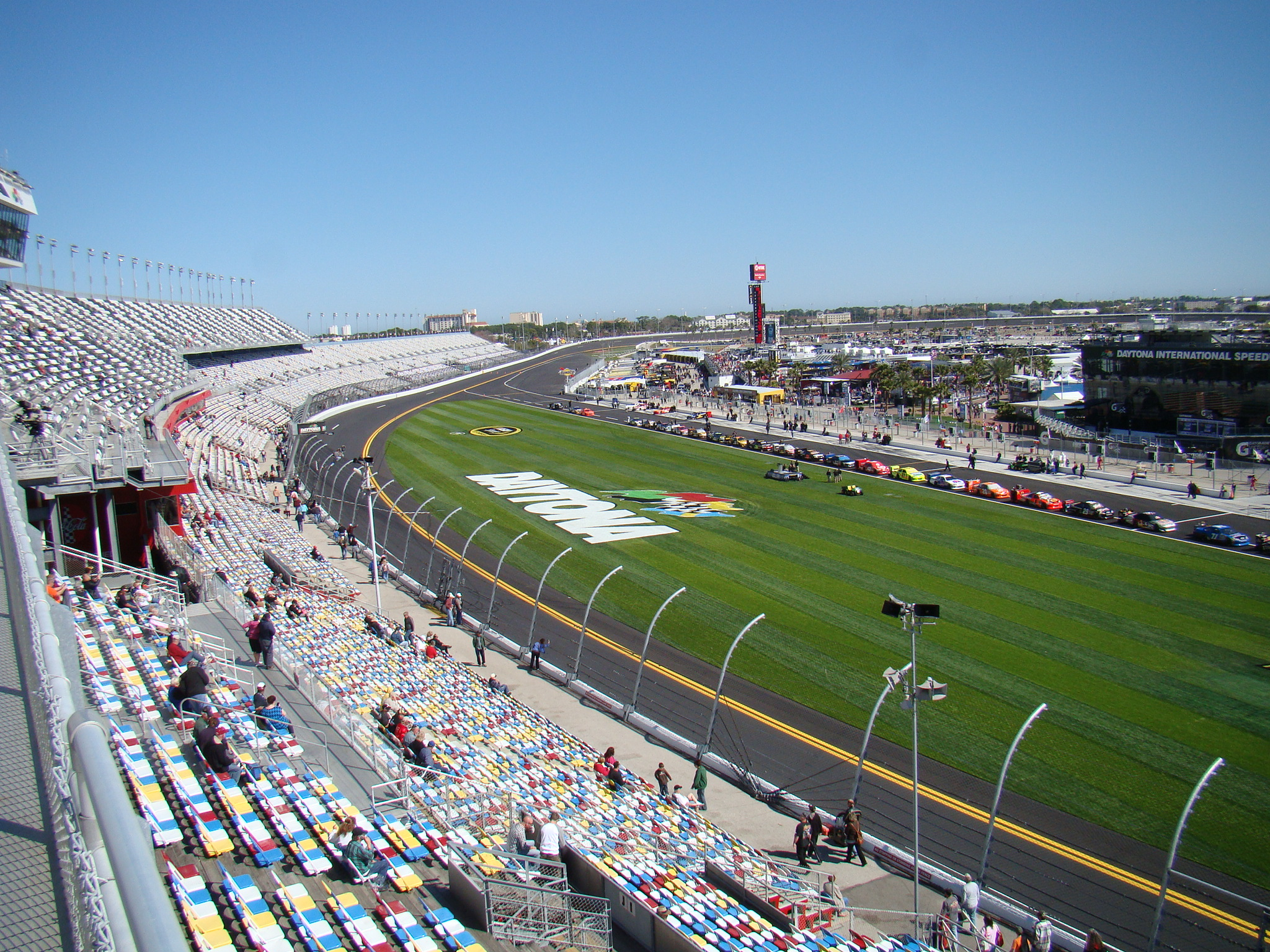
El tri-oval després del reasfaltat del 2010-2011

La xarxa de seguretat per a protegir els espectadors es va reconstruir dues vegades; l'any 2000, un accident va destruir l'antiga xarxa de protecció, que estava feta de metall fràgil, i se'n va fer una de nova en acer indestructible. Al tombant del 2009, però, l'acer va començar a mostrar signes de desgast i es va substituir la xarxa de les rectes alhora que es construí una nova zona de banderes; la nova xarxa encara és d'acer, però molt més resistent.
La pista va ser reasfaltada dues vegades, el 1978-1979 i el 2010-2011. De fet, durant la Daytona 500 del 2010, un esvoranc entre els revolts 1 i 2 va provocar dues banderes vermelles i, com que l'esvoranc va començar a eixamplar-se, es decidí de reasfaltar la pista.
El 2005 es va reconfigurar el circuit per tal d'acollir-hi curses de motocicletes. A causa de la preocupació pel possible desgast desigual dels pneumàtics, per a aquesta nova configuració es van evitar les seccions inclinades de l'oval, és a dir, els revolts 1 i 2.

## Principals esdeveniments

### NASCAR

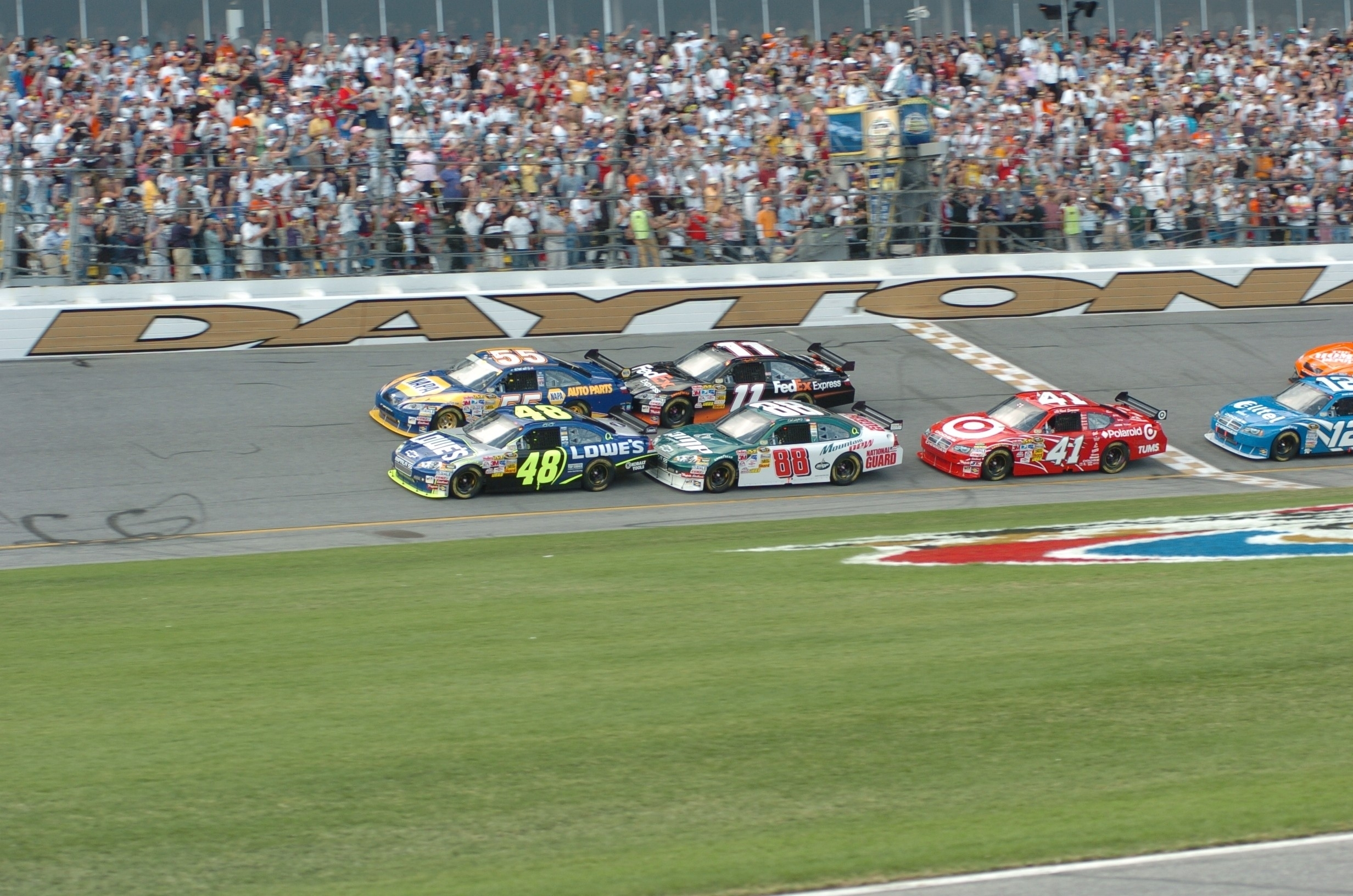
La Daytona 500 del 2008

La NASCAR celebra moltes de les seves principals curses en aquest circuit. La temporada comença a Daytona amb les sessions de proves. El calendari de curses comença amb les Speedweeks, la primera de les quals són les 24 Hores de Daytona, puntuable per al campionat IMSA SportsCar. La NASCAR Cup Series comença a mitjan febrer amb el Bluegreen Vacations Duel, una prova que consta de dues curses classificatòries per a la Daytona 500, les quals es disputen el dijous abans de la cursa. El divendres comença la temporada de la Craftsman Truck Series (per a les camionetes) amb la cursa Fresh From Florida 250. La Xfinity Series (un campionat menor de stock cars) comença el dissabte amb la Daytona 300.
Les Speedweeks culminen amb la Cup Series i la seva cèlebre Daytona 500, la cursa més important de la NASCAR, la qual s'ha celebrat anualment al circuit des de la inauguració de l'equipament el 1959. S'hi corre amb cotxes de sèrie a una distància de 200 voltes, equivalent a 500 milles (805 km). A la llista de guanyadors hi ha, entre d'altres, Richard Petty, A.J. Foyt, Mario Andretti i Dale Earnhardt. La Cup Series torna a Daytona a finals d'agost amb la Coke Zero Sugar 400, que es corre de nit des de 1998.
El Daytona International Speedway és, al costat del Talladega Superspeedway, un dels dos únics circuits de la NASCAR Cup Series on s'empren limitadors d'aire per a frenar els cotxes quan corren pels grans revolts peraltats.

### Resistència

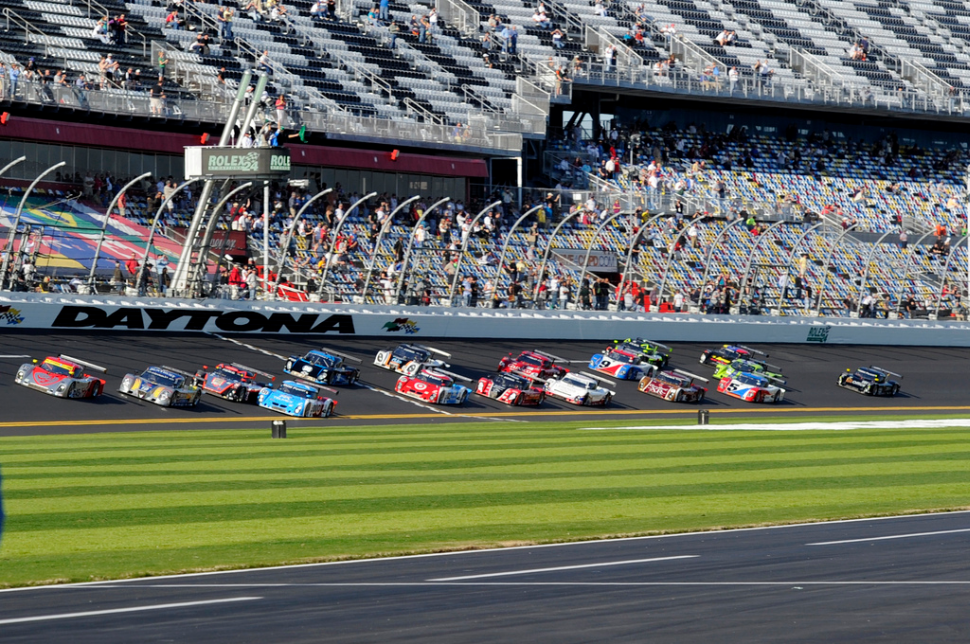
Les 24 Hores de Daytona de 2011

El darrer cap de setmana de gener o el primer de febrer se celebra al circuit la primera gran cursa d'automobilisme nord-americana de l'any, les 24 Hores de Daytona. El circuit va acollir inicialment el 1962 una cursa de resistència de tres hores anomenada Daytona Continental. La durada de la cursa va arribar a ser de 2.000 km el 1964 i el 1966 es va ampliar a 24 hores. Es va tornar a reduir a sis hores el 1972, abans de tornar a les 24 hores l'any següent. Mentre que les més famoses 24 Hores de Le Mans se celebren prop del solstici d'estiu, la cursa de Daytona té lloc a l'hivern, la qual cosa significa que la major part de la cursa es fa de nit. El sistema d'il·luminació de la pista es limita al 20% de la seva potència màxima per tal de fer que els cotxes segueixin depenent dels fars.

### IndyCar
El 4 d'abril de 1959, el circuit va acollir una cursa del campionat USAC de 100 milles (160 km) que va guanyar Jim Rathmann per davant de Dick Rathmann i Rodger Ward a una velocitat mitjana de 274,01 km/h, en aquells moments la més alta mai assolida per un cotxe en cursa.
Els dies 26 i 27 de setembre de 2006, l'IndyCar va fer una prova de compatibilitat de 10 voltes en una pista modificada de 2,73 milles (4,39 km) i 12 voltes al circuit de 2,95 milles (4,748 km) emprat per les motocicletes amb cinc pilots (Vítor Meira, Sam Hornish Jr., Tony Kanaan, Scott Dixon i Dan Wheldon). Va ser la primera vegada que es feia per a cotxes de Fórmula Indy i la primera vegada des de 1984 per a monoplaces.
Els dies 31 de gener i 1 de febrer de 2007, l'IndyCar va celebrar una nova prova amb 17 participants. No hi ha hagut anuncis oficials, però se sap que s'està intentant organitzar una cursa en aquest traçat.

### Motociclisme

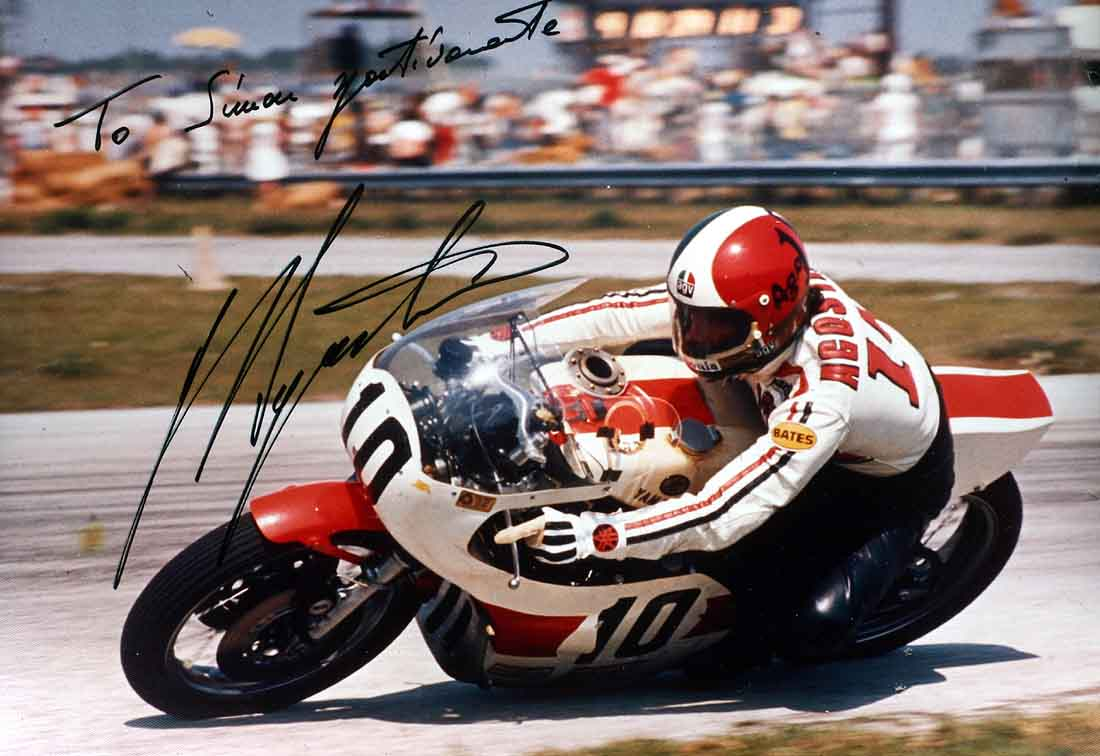
Giacomo Agostini a les 200 Milles de Daytona de 1975

Una de les curses de motociclisme més emblemàtiques de la història va ser la Daytona 200, coneguda també com a les 200 Milles de Daytona. Estrenada el 1937, inicialment se celebrava al circuit de platja fins que va anar canviant d'emplaçament amb els anys. El 1961 es va traslladar definitivament al Daytona International Speedway i durant la dècada del 1970 va assolir el seu zenit de popularitat mundial, quan atreia més públic que cap altra cursa de l'AMA i hi corrien alguns dels millors pilots internacionals, entre ells Mike Hailwood, Jarno Saarinen, Giacomo Agostini, Phil Read i Barry Sheene. La cursa va esdevenir la peça central d'allò que es va arribar a conèixer com a Daytona Beach Bike Week, en què s'organitzaven tota mena de curses de motociclisme. Actualment, la Daytona 200 la promou MotoAmerica i es corre en la classe mitjana de Supersport.
El circuit va acollir també dues edicions del Gran Premi dels Estats Units de motociclisme els anys 1964 i 1965. A l'edició de 1964, abans de la cursa, Mike Hailwood va batre el rècord de velocitat en motocicleta al circuit a una mitjana de 231,9 km/h amb la seva MV Agusta.
Daytona ha passat a la història del motocròs com al bressol d'una nova modalitat d'aquest esport, el supercross. Aprofitant la popularitat que havia anat agafant el motocròs als Estats Units al tombant de la dècada del 1960, France va afegir una cursa professional de motocròs tradicional a la programació de la Daytona Beach Bike Week de 1971. La cursa de 1972 es va celebrar al Daytona International Speedway en una pista artificial creada a la superfície de gespa que hi ha entre la tribuna principal i la pit lane, un esdeveniment que va ser un èxit i va obrir el camí per a les curses de motocròs en circuits artificials situats en estadis, allò que es coneix actualment com a supercross.

## Accidents mortals
Molts pilots coneguts, entre ells Dale Earnhardt, es van morir a causa d'accidents de cotxe, moto o llanxa motora patits en curses al Daytona International Speedway. Aquestes morts van cridar l'atenció dels mitjans i van donar lloc a molts estudis de seguretat. Com a resultat d'aquests estudis es desenvoluparen nous seients, cinturons, sistemes de subjecció del casc, murs capaços d'absorbir millor els impactes i altres millores orientades a la seguretat.

## Configuracions del traçat
- Tri-oval (1959–actualitat)
- Traçat per a curses de Sports Car (1985–actualitat)
- Traçat per a curses de motociclisme (2005–2007)
- Traçat per a curses de la NASCAR (2020–2021)